# 椋木功
椋木 功（むくのき いさお、1950年2月 - ）は、日本の島根県出身の陸上自衛官、官僚。

## 略歴
- 1972年（昭和47年）3月：防衛大学校卒業（第16期）、陸上自衛隊入隊（1等陸曹）
- 1984年（昭和59年）1月：3等陸佐
- 1987年（昭和62年）7月：2等陸佐
- 1991年（平成03年）
  - 1月：1等陸佐に昇任
  - 5月7日：陸上自衛隊幹部学校学校教官
- 1995年（平成07年）3月23日：第2普通科連隊長兼高田駐屯地司令
- 1996年（平成08年）7月1日：陸上幕僚監部教育訓練部教育課長
- 1997年（平成09年）7月1日：陸将補に昇任
- 1998年（平成10年）7月1日：第16代 第1混成団長兼那覇駐屯地司令に就任
- 2000年（平成12年）6月30日：陸上幕僚監部調査部長
- 2002年（平成14年）3月22日：統合幕僚会議事務局第3幕僚室長
- 2003年（平成15年）7月1日：第28代 第3師団長に就任
- 2005年（平成17年）1月12日：第4代 情報本部長に就任
- 2008年（平成20年）
  - 3月24日：退官
  - 9月1日：第3代内閣衛星情報センター所長
- 2012年（平成24年）10月1日：同所長を退職[2]
- 2020年（令和2年）瑞宝重光章受章[3]